# Abderrahmane Bourdim
Abderrahmane Bourdim (sinh ngày 8 tháng 8 năm 1994) là một cầu thủ bóng đá người Algérie hiện tại thi đấu cho USM Alger.
Vào tháng 7 năm 2016, Bourdim gia hạn hợp đồng cùng với USM Alger đến năm 2021 và được cho mượn đến JS Saoura trong 2 mùa giải.